# Niederkrüchten
Niederkrüchten település Németországban, azon belül Észak-Rajna-Vesztfália tartományban. Lakosainak száma 15 284 fő (2023. december 31.). Niederkrüchten Roermond, Roerdalen, Wegberg, Schwalmtal és Brüggen községekkel határos.

## Népesség
A település népességének változása:
| Lakosok száma | 10 651 | 15 218 | 15 550 | 15 075 | 15 170 | 15 284 |
|               | 1975   | 2017   | 2019   | 2021   | 2022   | 2023   |